# Campionat d'Europa de bàsquet femení sub-18
El Campionat d'Europa de bàsquet femení sub-18 (oficialment en anglès, FIBA U18 Women's European Championship) és una competició europea de bàsquet femení. De caràcter anual, es fundà el 1965 i es disputà de forma biennal fins al 2004. És organitzada per FIBA Europa. Hi participen les jugadores de bàsquet amb una edat igual o inferior als divuit anys. El campionat s'organitza en dues divisions (A i B). A la Divisió A competeixen setze seleccions agrupades en quatre grups. Disputen una primera fase en format de lligueta que determina el creuament de vuitens de final. La segona fase es disputa en format d'eliminació directa amb vuitens, quarts, semifinal i final. El guanyador és declarat campió d'Europa sub-18. Les tres seleccions pitjors classificades (14è, 15è i 16è) descendeixen a la Divisió B, mentre que els tres primers classificats d'aquesta ascendeixen a la Divisió A.

## Historial
| En negreta = Selecció campiona (prò.) = Pròrroga Nota. Classificació històrica de la Divisió A |

| I       | 1965 | Unió Soviètica | lligueta | Iugoslàvia | Txecoslovàquia | lligueta | Polònia | Kyustendil, Lom, Botevgrad, Sofia                      |             |
| II      | 1967 | Unió Soviètica | lligueta | Txecoslovàquia | Iugoslàvia | lligueta | Bulgària | Nuoro, Sassari, Cagliari                               |             |
| III     | 1969 | Unió Soviètica | lligueta | Bulgària | Iugoslàvia | lligueta | Polònia | Köln, Lünen, Essen, Hohenlimburg, Hagen                |             |
| IV      | 1971 | Unió Soviètica | 76–52 | Txecoslovàquia | Bulgària | 62–52 | Itàlia | Bačka Topola, Subotica                                 |             |
| V       | 1973 | Unió Soviètica | 68–47 | Iugoslàvia | Itàlia | 50–48 | Bulgària | San Remo, Loano                                        |             |
| VI      | 1975 | Txecoslovàquia | 53–48 | Polònia | Unió Soviètica | 80–57 | Bulgària | Vigo                                                   |             |
| VII     | 1977 | Unió Soviètica | 96–53 | Polònia | Txecoslovàquia | 61–50 | Iugoslàvia | Haskovo, Dimitrovgrad                                  |             |
| VIII    | 1979 | Unió Soviètica | lligueta | Hongria | Txecoslovàquia | lligueta | Iugoslàvia | Capo d'Orlando, P. Armerina, Catania, Palermo, Messina |             |
| IX      | 1981 | Unió Soviètica | 74–61 | França | Bulgària | 90–59 | Hongria | Eger, Kecskemét                                        |             |
| X       | 1983 | Txecoslovàquia | 90–80 | Unió Soviètica | Itàlia | 66–46 | Iugoslàvia | Pescara, Vasto)                                        |             |
| XI      | 1984 | Iugoslàvia | 67–61 | Unió Soviètica | Txecoslovàquia | 68–61 | Espanya | Toledo                                                 |             |
| XII     | 1986 | Unió Soviètica | 71–70 | Iugoslàvia | Itàlia | 62–56 | Polònia | Perugia, Gualdo Tadino                                 |             |
| XIII    | 1988 | Unió Soviètica | 73–56 | Txecoslovàquia | Iugoslàvia | 82–58 | Bulgària | Veliko Tarnovo                                         |             |
| XIV     | 1990 | Unió Soviètica | 79–76 | Espanya | Romania | 67–65 | Txecoslovàquia | Alcalá de Henares                                      | [ 1 ]       |
| XV      | 1992 | Comunitat d'Estats Independents                                                                                                  | 86–60 | Bulgària | Polònia | 67–62 | França | Calamata, Tripoli, Patras                              |             |
| XVI     | 1994 | Itàlia | 74–68 | Espanya | Hongria | 63–56 | Rússia | Veliko Tarnovo                                         | [ 1 ]       |
| XVII    | 1996 | Rússia | 69–59 | Eslovàquia | República Txeca | 66–50 | Espanya | Žilina                                                 | [ 1 ]       |
| XVIII   | 1998 | Espanya | 78–52 | Eslovàquia | Rússia | 79–72 | República Txeca | Eskişehir, Kütahya, Bursa                              | [ 1 ]       |
| XIX     | 2000 | Rússia | 64–51 | República Txeca | Polònia | 75–44 | Lituània | Cetniewo                                               |             |
| XX      | 2002 | Rússia | 60–56 | França | República Txeca | 83–56 | Eslovàquia | Škofja Loka                                            |             |
| XXI     | 2004 | Rússia | 77–59 | Espanya | Hongria | 73–63 | Sèrbia i Montenegro | Bratislava                                             | [ 1 ]       |
| XXII    | 2005 | Sèrbia i Montenegro | 66–52 | Espanya | França | 77–66 | República Txeca | Budapest                                               | [ 1 ]       |
| XXIII   | 2006 | Espanya | 78–74 | Sèrbia | Suècia | 62–57 | República Txeca | Tenerife                                               | [ 1 ]       |
| XXIV    | 2007 | Sèrbia | 72–48 | Espanya | Rússia | 71–65 | Polònia | Novi Sad                                               | [ 1 ]       |
| XXV     | 2008 | Lituània | 63–57 | Rússia | República Txeca | 70–61 | França | Nitra                                                  |             |
| XXVI    | 2009 | Espanya | 64–54 | França | Suècia | 67–54 | República Txeca | Södertälje                                             | [ 1 ]       |
| XXVII   | 2010 | Itàlia | 66–61 | Espanya | França | 63–44 | Eslovènia | Poprad                                                 | [ 1 ]       |
| XXVIII  | 2011 | Bèlgica | 77–49 | França | Espanya | 85–69 | Suècia | Oradea                                                 | [ 1 ]       |
| XXIX    | 2012 | França | 65–61 | Rússia | Sèrbia | 59–46 | Països Baixos | Bucarest                                               |             |
| XXX     | 2013 | Espanya | 60–46 | França | Sèrbia | 57–56 | Països Baixos | Vukovar, Vinkovci                                      | [ 1 ]       |
| XXXI    | 2014 | Rússia | 57–53 | França | Espanya | 74–69 | Sèrbia | Matosinhos                                             | [ 1 ]       |
| XXXII   | 2015 | Espanya | 76–60 | França | Rússia | 71–52 | Itàlia | Celje                                                  | [ 1 ] [ 2 ] |
| XXXIII  | 2016 | França | 74–44 | Espanya | Rússia | 65–58 | Letònia | Sopron                                                 | [ 1 ]       |
| XXXIV   | 2017 | Bèlgica | 55–53 | Sèrbia | França | 55–48 | República Txeca | Sopron                                                 |             |
| XXXV    | 2018 | Alemanya | 67–54 | Espanya | Hongria | 58–56 | Letònia | Udine                                                  | [ 1 ]       |
| XXXVI   | 2019 | Itàlia | 70–62 | Hongria | França | 77–45 | Rússia | Sarajevo                                               |             |
| N/D     | 2020 | Edició cancel·lada per la pandèmia de COVID-19 a Grècia                                                                          | Edició cancel·lada per la pandèmia de COVID-19 a Grècia                                                                          | Edició cancel·lada per la pandèmia de COVID-19 a Grècia                                                                          | Edició cancel·lada per la pandèmia de COVID-19 a Grècia                                                                          | Edició cancel·lada per la pandèmia de COVID-19 a Grècia                                                                          | Edició cancel·lada per la pandèmia de COVID-19 a Grècia                                                                          | Heraklion                                              |             |
| N/D     | 2021 | Edició cancel·lada per la pandèmia de COVID-19 a Europa. Es disputà en el seu lloc la 2021 FIBA U18 Women's European Challengers | Edició cancel·lada per la pandèmia de COVID-19 a Europa. Es disputà en el seu lloc la 2021 FIBA U18 Women's European Challengers | Edició cancel·lada per la pandèmia de COVID-19 a Europa. Es disputà en el seu lloc la 2021 FIBA U18 Women's European Challengers | Edició cancel·lada per la pandèmia de COVID-19 a Europa. Es disputà en el seu lloc la 2021 FIBA U18 Women's European Challengers | Edició cancel·lada per la pandèmia de COVID-19 a Europa. Es disputà en el seu lloc la 2021 FIBA U18 Women's European Challengers | Edició cancel·lada per la pandèmia de COVID-19 a Europa. Es disputà en el seu lloc la 2021 FIBA U18 Women's European Challengers | Heraklion                                              | [ 3 ]       |
| XXXVII  | 2022 | Lituània | 78–75 | Espanya | França | 75–46 | Alemanya | Heraklion                                              | [ 1 ]       |
| XXXVIII | 2023 | Eslovènia | 63–61 | França | Espanya | 80–52 | Sèrbia | Konya                                                  | [ 1 ]       |
| XXXIX   | 2024 | França | 80-70 | Espanya | Sèrbia | 72-56 | Israel | Matosinhos                                             |             |
| XL      | 2025 | | | | | | |                                                        |             |

## Medaller
| Unió Soviètica = Seleccions desaparegudes Dades actualitzades el gener 2024 |

| #  | Selecció nacional               | Or | Argent | Bronze | Total |
| -- | ------------------------------- | -- | ------ | ------ | ----- |
| 1  | Unió Soviètica                  | 11 | 2      | 1      | 14    |
| 2  | Espanya                         | 5  | 10     | 3      | 18    |
| 3  | Rússia                          | 5  | 2      | 4      | 11    |
| 4  | França                          | 3  | 8      | 5      | 16    |
| 5  | Itàlia                          | 3  | 0      | 3      | 6     |
| 6  | Txecoslovàquia                  | 2  | 3      | 4      | 9     |
| 7  | Bèlgica                         | 2  | 0      | 0      | 2     |
| 7  | Lituània                        | 2  | 0      | 2      | 2     |
| 9  | Iugoslàvia                      | 1  | 3      | 3      | 7     |
| 10 | Sèrbia                          | 1  | 1      | 3      | 5     |
| 11 | Sèrbia i Montenegro             | 1  | 1      | 0      | 2     |
| 12 | Comunitat d'Estats Independents | 1  | 0      | 0      | 1     |
| 12 | Alemanya                        | 1  | 0      | 0      | 1     |
| 12 | Eslovènia                       | 1  | 0      | 0      | 1     |
| 15 | Hongria                         | 0  | 2      | 3      | 5     |
| 16 | Bulgària                        | 0  | 2      | 2      | 4     |
| 16 | Polònia                         | 0  | 2      | 2      | 4     |
| 18 | Eslovàquia                      | 0  | 2      | 0      | 2     |
| 19 | República Txeca                 | 0  | 1      | 3      | 4     |
| 20 | Suècia                          | 0  | 0      | 2      | 2     |
| 21 | Romania                         | 0  | 0      | 1      | 1     |

## Estadístiques
| PPP = Punts per partit RBP = Rebots per partit APP = Assistències per partit |

| Any  | MVP                    | Màxima anotadora     | Màxima anotadora | Rebots             | Rebots | Assistències        | Assistències | refs.  |
| Any  | Nom                    | Nom                  | PPP              | Nom                | RBP    | Nom                 | APP          | refs.  |
| ---- | ---------------------- | -------------------- | ---------------- | ------------------ | ------ | ------------------- | ------------ | ------ |
| 2000 |                        | Milena Tomova        | 17,1             | Dane Cinite        | 10,8   | Isabelle Comteße    | 4,2          |        |
| 2002 |                        | Iouliti Lymoura      | 18,8             | Sandra Pirsic      | 11,0   | Iva Brkic           | 3,5          |        |
| 2004 | Olexandra Gorbunova    | Oleksandra Radulovic | 21,4             | Sandrine Gruda     | 13,4   | Sylvie Gruszczynski | 5,9          | [ 4 ]  |
| 2005 |                        | Sandrine Gruda       | 20,6             | Luca Ivankovic     | 12,9   | Emanuela Salopek    | 4,8          |        |
| 2006 | Sonja Petrovic         | Bahar Caglar         | 17,6             | Gintare Petronyte  | 12,4   | Dora Szondy         | 4,0          | [ 5 ]  |
| 2009 | Cleopatra Forsman-Goga | Olga Maznichenko     | 21,9             | Olesia Malashenko  | 13,8   | Alina Iagupova      | 3,8          | [ 6 ]  |
| 2010 | Nika Baric             | Alina Iagupova       | 32,6             | Özge Kavurmacioglu | 11,3   | Nika Baric          | 5,9          |        |
| 2011 | Emma Meesseman         | Emma Meesseman       | 16,9             | Emma Meesseman     | 10,3   | Aleksandra Stanacev | 4,1          | [ 7 ]  |
| 2012 | Olivia Époupa          | Paulina Hersler      | 20,9             | Eva Lisec          | 12,4   | Olivia Époupa       | 4,6          |        |
| 2013 | Leticia Romero         | Anna Stamolamprou    | 17,9             | Eva Lisec          | 11,3   | Sanja Mandic        | 4,6          |        |
| 2014 | Daria Kolosovskaia     | Angela Salvadores    | 17,2             | Tatiana Sema       | 11,3   | Kseniia Levchenko   | 5,6          | [ 8 ]  |
| 2015 | Angela Salvadores      | Ivana Dojkic         | 20,0             | Raisa Musina       | 12,7   | Carolina Bernardeco | 5,1          | [ 9 ]  |
| 2016 | Alexia Chartereau      | Raisa Musina         | 18,0             | Raisa Musina       | 15,5   | Reka Lekik          | 5,6          | [ 10 ] |
| 2017 | Klara Lundquist        | Klara Lundquist      | 23,1             | Billie Massey      | 13,0   | Aleksandra Stanacev | 6,0          | [ 11 ] |
| 2018 | Nyara Sabally          | Barbara Angyal       | 14,1             | Laura Meldere      | 12,4   | Nika Muhl           | 5,7          | [ 12 ] |
| 2019 | Ilaria Panzera         | Dragana Zubac        | 18,3             | Simona Visockaitė  | 11,7   | Nika Muhl           | 6,6          | [ 13 ] |
| 2022 | Juste Jocyte           | Juste Jocyte         | 19,1             | Frieda Buhner      | 11,1   | Tamar Singer        | 9,0          | [ 14 ] |
| 2023 | Ajsa Sivka             | Elina Aarnisalo      | 23,0             | Annika Soltau      | 11,8   | Lea Bartelme        | 7,0          | [ 15 ] |